# Скарлетт, Остин
Остин Скарлетт (англ. Austin Scarlett; родился 1 января 1983 года) — американский модельер, известен как участник первого сезона реалити-шоу Project Runway. Живёт и работает в Нью-Йорке. С 2006 по 2009 гг. занимал должность креативного директора марки Kenneth Pool.

## Биография
Остин Скарлетт, сын Дебры Литтл и Кристофера Скарлетта, родился и вырос в штате Орегон. Закончил Fashion Institute of Technology в Нью-Йорке, где специализировался на создании вечерних нарядов и получил учёную степень в области дизайна одежды.
Остин переехал в Лос-Анджелес в 2002 году, намереваясь стать художником по костюмам. Прожив год в Голливуде, он вернулся в Нью-Йорк, и в 2004 году принял участие в первом сезоне Project Runway. Именно во время этого телевизионного шоу он был замечен за его способность создавать роскошную одежду, несмотря на сжатые сроки и необычные требования ведущих. Он был последним из участников, которого исключили перед финальным эпизодом сезона.
После Project Runway Остин выпустил коллекции под собственным именем на осень-весну 2005—2006 гг. Он также выступал в качестве дизайнера и комментатора на MTV, E!, Discovery Channel, Logo и в программе Today канала NBC, публиковался в журналах ELLE, Life and Style и Us Weekly.
Участвовал в благотворительных проектах. В январе 2006 года он получил работу в Нью-Йорке как креативный директор марки Kenneth Pool, где проработал до начала 2009 года.